# Салон дьо Прованс
 Тази статия е за града във Франция.  За кантона вижте Салон дьо Прованс (кантон).  
Салон дьо Прованс (на френски: Salon-de-Provence) е град в югоизточна Франция, административен център на кантон Салон дьо Прованс в департамента Буш дю Рон на регион Прованс-Алпи-Лазурен бряг. Населението му е 45 574 души (по данни от 1 януари 2016 г.). Център е на агломерация от четири селища с общо население 54 900 души.
Разположен е на 67 m надморска височина в делтата на Рона, на 30 km северозападно от Екс ан Прованс и на 43 km северозападно от Марсилия. Край града се намира голяма военновъздушна база с гражданско и военно авиационно училище.

## Известни личности
Починали в Салон дьо Прованс
- Нострадамус (1503 – 1566), астролог